# Armin Dassler
Armin Dassler (Herzogenaurach, 15 de setembro de 1929 — Herzogenaurach, 14 de outubro de 1990) foi um empresário alemão, notório por sua carreira à frente da marca de calçados esportivos Puma.
Armin era o filho mais velho de Rudolf Dassler, fundador da marca de equipamentos esportivos Puma, e sobrinho de Adolf Dassler, que fundara a empresa rival Adidas, após os dois irmãos se separarem após a Segunda Guerra Mundial por conta de diversos conflitos entre os dois.

## Biografia

### Primeiros anos
Nascido em 1929, época em que seu pai Rudolf e seu tio Adolf ainda eram sócios na empresa Gebrüder Dassler Schuhfabrik, Dassler tinha a intenção de estudar eletrônica, mas não conseguiu permissão de seus pais, que queriam que ele começasse a trabalhar na Puma assim que se formasse. Apesar disso, era notório que Rudolf preteria Armin em função do seu segundo filho, Gerd, estimulando uma competição agressiva entre os dois ao longo dos anos. Sobre isso, Betti Strasser, tia de Armin, chegou a comentar: “Rudolf queria um filho com dotes atléticos e incrivelmente inteligente. Ele sempre desdenhava de Armin, e, com freqüência, em público.” Rudolf, apesar de sua insistência para que o filho trabalhasse na empresa, constantemente freava o crescimento de seu filho mais velho dentro da empresa.
Por conta dos problemas com seu pai, em 1961 Armin decidiu deixar a empresa para fundar uma filial na Áustria. Ele conseguiu um acordo com seu pai para comprar uma fábrica em Salzburgo e cobrir o mercado austríaco, embora Rudolf tenha se recusado a suportar os pagamentos aos bancos da fábrica austríaca a partir da compra. Não bastando, Armin cometeu um erro de avaliação com o país vizinho: durante o período de outono e inverno, os austríacos passavam a maior parte dos fins de semanas nas montanhas de esqui, tornando a necessidade de calçados esportivo durante o período quase nula, com a empresa logo se encontrando em dificuldades financeiras.
Embora Rudolf o tivesse proibido de exportar os itens produzidos na Áustria, Armin fez acordos secretos com distribuidores para exportar os tênis Puma para os Estados Unidos, onde Dassler possuía contatos por seu pai tê-lo mandado para o país para estudar o mercado local nos anos 1950. Para evitar maiores problemas, Armin exportava os produtos utilizando como marca o nome Dassler. Seu período na Áustria durou apenas três anos, quando Rudolf requisitou que Armin voltasse a Herzogenaurach para ajudá-lo na administração da empresa, com a Puma logo ganhando impulso após sua chegada, principalmente quando a empresa passou a dar maior atenção ao mercado britânico, contando com o suporte do corredor Derek Ibbotson, que contou com seus contatos para conseguir que dois jogadores ingleses, Ray Wilson e Gordon Banks, utilizassem a marca na final da Copa do Mundo de 1966, realizada no país e ganha pela seleção local.

### Puma
Além dos dois jogadores ingleses, a empresa também conseguiu com que o português Eusébio, um dos principais destaques no torneio, utilizasse a chuteira da marca. Eusébio acabaria sendo premiado com prêmios patrocinados pela Adidas naquele ano. À parte disso, Armin também conseguira sucesso dois anos depois, nas Olímpiadas do México, através de Art Simburg, que vendia produtos Puma para ajudar em sua renda, e conseguiu com que alguns dos principais atletas negros utilizassem sapatos da empresa na competição, ficando marcada pelos atletas levantarem o braço com o punho cerrado no pódio.
Para a Copa do Mundo de 1970, Armin e seu primo Horst Dassler, da rival Adidas, fizeram um acordo informal que nenhuma das duas empresas tentaria patrocinar o jogador brasileiro Pelé, para evitar uma guerra de propostas a qual as duas empresas não poderiam suportar. O acordo ficou conhecido como "Pacto Pelé". Apesar disso, o acordo acabou sendo quebrado pela Puma quando o jornalista alemão especializado no futebol brasileiro, Hans Henningsen, e que ajudava a Puma nas vendas e patrocínios, decidiu oferecer um contrato de 25 mil dólares, outros 100 mil para os próximos quatro anos, com o jogador recebendo também 10% de cada par de chuteiras Puma vendido com seu nome, após forte insistência do brasileiro após este ser o único sem contrato com as duas marcas. Isto acabou levando Armin a contrastar de seu primo Horst e decidir patrocinar apenas jogadores de destaque no futebol. Johan Cruyff, que já utilizava as chuteiras da marca desde 1967, fora um dos principais, embora bastante difícil para a empresa por conta de sua inconsistência para com a marca.
Apesar das dificuldades causadas por Cruyff para a empresa por conta de sua personalidade difícil, o patrocínio neste acabou rendendo uma vitória significativa para a Puma em relação com a Adidas: a seleção neerlandesa, embora fosse patrocinada pela Adidas, que utilizava três listas nas camisas, teve que usar apenas duas nas camisas neerlandesas, uma vez que, se Cruyff utilizasse a camisa, estaria quebrando seu contrato com a Puma. Apesar desse sucesso, Armin acabou tendo um problema nesse mesmo ano de 1974, quando seu pai, que originalmente deixava 60% da Puma para Armin e 40% para seu irmão Gerd, acabou mudando o testamento pouco antes de sua morte, em outubro, deixando tudo para Gerd. Por questões legais da época, a mudança do testamento acabou sendo invalidada, com Armin assumindo a majoridade da empresa, embora apenas no início de 1975. Sem Rudolf, a empresa passou a vender cinco vezes mais dentro de uma década.

#### Declínio
A Puma abriu seu capital em 1986. As ações na época ficaram conhecidas como “ações Becker" pela forte associação que a empresa teve com o tenista Boris Becker, que havia começado a ser patrocinado pela marca dois anos antes e havia acabado de vencer o seu segundo título consecutivo no torneio de Wimbledon. Época em que outro destaque que era patrocinado pela marca, o argentino Diego Maradona, fora campeão da Copa do Mundo de 1986 com sua seleção. Naquele ano, Armin também fora indicado para a presidência da Federação Mundial da Indústria de Produtos Esportivos (WFSGI), para a fúria deu seu primo Horst.
Apesar do sucesso no ano, a empresa começou a sofrer uma grave crise financeira, impactada significantemente por conta da queda de vendas no mercado dos Estados Unidos, derrubando o preço das ações na empresa, o que acabou culminando no desligamento da família Dassler da empresa que fundara em 1987. Cerca de três anos após sua saída definitiva da empresa, Armin acabou morrendo por conta de um câncer. Irene Dassler, sua esposa na época, chegou a dizer que não fora o câncer que o matara, mas sim a saída da empresa. Ela completou: “Digamos que ele não lutou contra a doença.” Seu filho, Frank Dassler, que chegara a trabalhar na Puma quando esta ainda pertencia a família, causou furor em Herzogenaurach, cidade que acabou criando uma rivalidade por conta da briga entre os irmãos, quando anunciou sua nomeação como chefe do departamento legal da Adidas, em junho de 2004, sendo o primeiro do seu lado da família a fazer isso.